# Joubert Araújo Martins
Joubert Araújo Martins (* 7. Januar 1971 in Cuiabá) ist ein ehemaliger brasilianischer Fußballspieler.

## Karriere

### Verein
1994 begann er seine Karriere als Fußballspieler beim Verein Botafogo FR, für den er 1994 22 Spiele absolvierte und 1995 nahm er an 23 Spielen teil, ohne Torerfolg. Mit Botafogo konnte Beto 1995 die nationale Meisterschaft gewinnen.
Im Jahr 1996 kehrte er dem Verein den Rücken und unterschrieb einen Vertrag beim italienischen Verein SSC Neapel. Joubert war an 22 Spielen beteiligt, in denen er viermal traf. 1997 unterschrieb er einen Vertrag beim Verein Grêmio Porto Alegre, wo er 14 Spiele absolvierte und drei Tore schoss. Im nächsten Jahr wechselte er zum brasilianischen Verein Flamengo Rio de Janeiro. Dort nahm er an 19 Spielen teil und sechsmal traf er ins Tor. Am Ende des Jahres kehrte er dem Verein den Rücken und ging 1998 zum Verein Flamengo Rio de Janeiro, bei welchem er zwei Jahre unter Vertrag stand. Im ersten Jahr absolvierte er 19 Spielen, wobei er sechsmal ins Tor traf. An 16 Spielen war er 1999 beim gleichen Verein wie 1998 beteiligt, hatte eine weniger erfolgreiche Saison und konnte nur ein Tor erzielen. 2000 kündigte er den Vertrag und unterschrieb einen neuen beim Verein FC São Paulo, wo er nur ein Jahr blieb. In diesem Jahr konnte er auch keine großen Verbesserungen erzielen, stand 20-mal auf dem Rasen, wovon zwei Pässe im Tor endeten. Er unterschrieb einen neuen Vertrag beim Verein Fluminense FC, war in diesem Jahr bei 15 Spielen und erzielte drei Tore. Am Ende des Jahres beendete er seine Aktivitäten beim Verein und ging von Brasilien nach Japan. Für ein Jahr war er in Japan, welches er beim Verein Consadole Sapporo, absolvierte sieben Spiele und schoss einmal ins Tor.
Nachdem Jahr in Japan kehrte er wieder nach Brasilien zurück und verbrachte zwei Jahre beim Verein CR Vasco da Gama, wo er im ersten Jahr 2003 an 17 Spielen teilnahm und zweimal ins Tor traf. Ein Jahr später kündigte er nach drei torlosen Spielen den Vertrag beim brasilianischen Verein und kehrte wieder zum japanischen zurück. Von 2004 bis 2006 war er beim Verein Sanfrecce Hiroshima aktiv. 2004 absolvierte er 14 Ligaspiele und traf dreimal ins Tor. Außerdem nahm er bei den japanischen Kaiserpokal teil, wo er an einem torlosen Spiel teilnahm. Im nächsten Jahr beteiligte sich an 28 Spielen und obwohl er an doppelt so vielen Spielen wie 2005 teilnahm, erreichte er nur ein Tor. Beim Kaiserpokal war er an zwei torlosen Spielen. 2006 absolvierte er 13 Spielen, traf aber nie ins Tor. Nach drei Jahren in Japan kehrte er wieder nach Brasilien zurück und war 2007 beim Verein Brasiliense FC aktiv, nahm an sieben Spielen teil, welche wie 2006 in Japan torlos waren. Seine letzte Saison war 2008 beim Verein CR Vasco da Gama, wo er vier Spiele absolvierte. Wie 2006 und 2007 erzielte er kein Tor.

### Nationalmannschaft
Von 1995 bis 1999 nahm er insgesamt an zwölf A-Länderspielen mit der brasilianischen Fußballnationalmannschaft teil, in welchen er allesamt torlos blieb. Mit der Nationalmannschaft konnte er 1999 die Copa America gewinnen. Bei dem Turnier wurde er dreimal eingewechselt.

## Erfolge
Nationalmannschaft
- Copa América: 1999

Botafogo
- Série A: 1995

Flamengo
- Taça Guanabara: 1999, 2001
- Staatsmeisterschaft von Rio de Janeiro: 1999, 2000, 2001
- Copa Mercosur: 1999
- Taça Rio: 2000
- Copa dos Campeões: 2001

Fluminense
- Staatsmeisterschaft von Rio de Janeiro: 2002

Vasco
- Taça Rio: 2004